# Love Is All Around
"Love is All Around" er en sang skrevet af Reg Presley, som oprindeligt blev spillet af Presleys band The Troggs i 1967, men opnåede stor succes med bandet Wet Wet Wet i 1994.

## The Troggs
The Troggs' originale version indeholder en strygekvartet og en 'tick tock'-lyd på percussion i D-dur. Den er angiveligt inspireret af en tv-transmission af Joy Strings Salvation Army bands "Love That's All Around", og sangen blev udgivet som single første gang i Storbritannien i 1967. På UK Singles Chart top 50 debuterede den som #50 d. 18 oktober 1967 (ved at bruges onsdag-datostystemet)) (dato stammer fra d. 21. oktober 1967 og 28. oktober 1967). Den peakede som #5 d. 22. november 1967 (ved brug af onsdags-datosystemet) (dato stammer fra 25. november 1967), og var på listen 15 gange i træk. På US Billboard Hot 100, debuterede den som #90 d. 24. februar 1968 og toppede som #7 d. 18. maj 1968, og havde i alt 16 uger på hitlisten.
"Love Is All Around" er blevet indspillet i coverversioner adskillige gange, hvilket inkluderer R.E.M., som Troggs efterfølgende indspillede sangen med i 1992 på deres comebackalbum Athens Andover. R.E.M.'s cover var B-side på singlen "Radio Song" fra 1991, og de spillede den også under deres optræden på MTV Unplugged-serie samme år. Wet Wet Wets cover, der blev indspillet til soundtracket til filmen Four Weddings and a Funeral fra 1994, blev et internationalt hit og var 15 uger på hitlisterne og nåede #1 på UK Singles Chart.

## Wet Wet Wet
Wet Wet Wets version af "Love is All Around", der har en anderledes introduktion end The Troggs version, blev indspillet i B-dur den 4. januar 1994, og udgav single den 9. maj 1994. Den toppede hitlisten i Storbritannien efter kun tre uger, hjulpet godt på vej af dens optræden i filmen Fire bryllupper og en begravelse, blev der i 15 sammenhængende uger, hvilket er det næste længste en sang har toppet den hitliste indtil videre, kun overgået af "(Everything I Do) I Do It for You" af Bryan Adams, der toppede listen i 16 uger.

### Hitlister
| Hitliste (1994)                                  | Højeste placering |
| ------------------------------------------------ | ----------------- |
| Australien (ARIA)                                | 1                 |
| Belgien (Ultratop 50 Flanderen)                  | 1                 |
| Canada (RPM)                                     | 17                |
| Danmark (IFPI)                                   | 2                 |
| Finland (Suomen virallinen lista)                | 1                 |
| Frankrig (SNEP)                                  | 2                 |
| Holland (Single Top 100)                         | 1                 |
| Irland (IRMA)                                    | 2                 |
| New Zealand (RIANZ)                              | 1                 |
| Norge (VG-lista)                                 | 1                 |
| Schweiz (Schweizer Hitparade)                    | 2                 |
| Spanien (AFYVE)                                  | 5                 |
| Storbritannien Singles (Official Charts Company) | 1                 |
| Sverige (Sverigetopplistan)                      | 1                 |
| Tyskland (Official German Charts)                | 2                 |
| USA Billboard Hot 100                            | 41                |
| Østrig (Ö3 Austria Top 40)                       | 1                 |

| Hitliste (1994) | Placering |
| --------------- | --------- |
| Australien      | 1         |
| Frankrig        | 14        |
| Schweiz         | 5         |
| Storbritannien  | 1         |
| Østrig          | 2         |